# Kodai Dohi
Kodai Dohi (土肥 航大 Dohi Kodai?), född 13 april 2001 i Osaka prefektur, är en japansk fotbollsspelare.
Dohi började sin karriär 2019 i Sanfrecce Hiroshima.